# 傅孙铭
傅孙铭（1952年2月7日—），祖籍是中国福建同安，出生于东爪哇泗水，印度尼西亚孔教领袖，印尼孔教總會主席团成员。与印尼前总统、伊斯兰教领袖瓦希德关系密切。

## 生平
傅孙铭出生于东爪哇首府泗水，曾就读于华文学校。华校关闭后到美术学校学习，少年时即开始以卖画为生。1965年九三〇事件时，险些被当作共产党杀掉，因亲眼目睹伊斯兰教极端分子残杀不同宗教信仰者，身受刺激。1985年正式加入印尼孔教總會。